# Mailgram

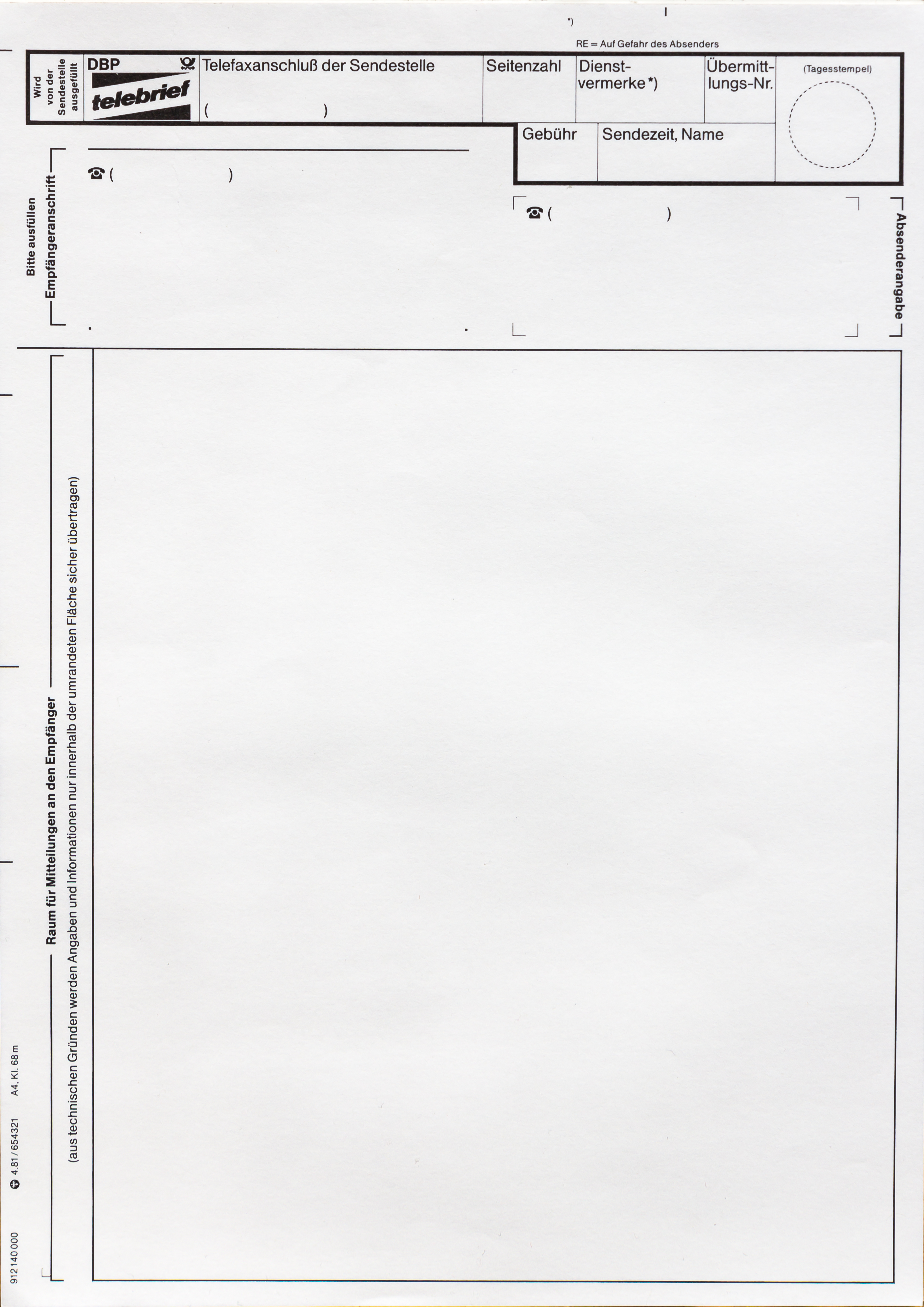
Imprimé Telebrief (non-rempli) de 1981.

Le Mailgram est un message télégraphique transmis électroniquement par l'expéditeur dans un bureau de poste et qui était ensuite imprimé et envoyé au destinataire par des moyens postaux.
Western Union a inventé le Mailgram en 1970. À partir de 1974, l'entreprise a utilisé ses propres satellites de communication, grâce au lancement de Westar. Les avantages du Mailgram étaient sa rapidité par rapport à l'envoi de courriers et la vérification de l'envoi des messages. La poste allemande offrait un service équivalent sous le nom de « Telebrief ».
Telebrief a disparu en 1999 et Mailgram en 2006.